# Ebba Durstewitz

Ebba Durstewitz bei einem Konzert 2005

Ebba Durstewitz (* 1971) ist eine deutsche Musikerin, Sängerin, Literaturwissenschaftlerin und freie Autorin.

## Leben und Wirken
Ebba Durstewitz wuchs im niedersächsischen Nordhorn auf und zog nach dem Abitur am Gymnasium Nordhorn in den frühen 1990er Jahren nach Hamburg, wo sie auch heute noch lebt. Dort gründete sie mit ihrem damaligen Freund und jetzigen Ehemann Jakobus Durstewitz (geb. Siebels) die von Musikkritikern vielgelobte Pop-Band JaKönigJa, die bis heute existiert. Daneben studierte sie Lusitanistik und Anglistik an der Universität Hamburg. Von 2004 bis 2011 arbeitete sie am dortigen Institut für Romanistik als Lehrbeauftragte für Portugiesische Literaturwissenschaft. 2011 wurde sie ebenda mit einer Arbeit über den brasilianischen Songwriter und Schriftsteller Chico Buarque zur Dr. Phil. promoviert. Die mit "summa cum laude" beurteilte Arbeit wurde im Juli 2011 mit dem Absolventenpreis der Studienstiftung Hamburg (so genannter "Haspa-Förderpreis") ausgezeichnet und erschien im September 2011 im Berliner tranvia-Verlag.
Von 2006 bis 2009 führte Durstewitz gemeinsam mit dem Hamburger Geschäftsmann und Effilee-Herausgeber Vijay Sapre die Durstewitz Sapre-Galerie für Zeitgenössische Kunst, wo sie u. a. Werke von Jan Timme, Mirjam Thomann und Sam Prekop ausstellte.
Seit den späten neunziger Jahren arbeitet Durstewitz außerdem als Übersetzerin aus dem Portugiesischen und Englischen sowie als freie Autorin für u. a. die Die Tageszeitung, Texte zur Kunst, The Travel Almanac und andere Magazine und Zeitungen. Daneben taucht sie seit 2010 vermehrt als Vortragende auf. Mehrfach war sie beispielsweise bereits im Berliner Haus der Kulturen der Welt zu Gast.
2013 war Durstewitz als Dramaturgin an Jorinde Dröses Inszenierung des Tino-Hanekamp-Romans So was von da am Schauspielhaus Hamburg beteiligt. Am Ende desselben Jahres übernahm sie wiederum die musikalische Leitung bei Annette Pullens Inszenierung des Musicals Elternabend am Theater Freiburg.
2014 übernahm Durstewitz die Konzeption und wissenschaftliche Leitung des künstlerisch-wissenschaftlichen Festivalformats "Scienceville" in Hamburg.

## Diverses
- 1995 war Ebba Durstewitz Bürgerin des Jahres der Stadt Nordhorn.